# فرودگاه کیوالینا
فرودگاه کیوالینا (به انگلیسی: Kivalina Airport) یک فرودگاه همگانی با کد یاتا KVL است که یک باند فرود شن دارد و طول باند آن ۹۱۴ متر است. این فرودگاه در شهر کیوالینا، آلاسکا کشور ایالات متحده آمریکا قرار دارد و در ارتفاع ۴ متری از سطح دریا واقع شده است.